# Liste der Stolpersteine in Altena
Die Liste der Stolpersteine in Altena enthält alle Stolpersteine, die im Rahmen des gleichnamigen Projekts von Gunter Demnig in Altena verlegt wurden. Mit ihnen soll an Opfer des Nationalsozialismus erinnert werden, die in Altena lebten und wirkten.

## Verlegte Stolpersteine
| Adresse                  | Verlege- datum | Person, Inschrift | Bild | Anmerkung |
| ------------------------ | -------------- | --- | ---- | --- |
| Lennestraße 68 ·         | 26. Nov. 2015  | HIER WOHNTE UND ARBEITETE SIEGMUND HEINEMANN JG. 1887 FLUCHT 1939 BELGIEN MIT HILFE ÜBERLEBT                                    |      | |
| Lennestraße 68 ·         | 26. Nov. 2015  | HIER WOHNTE UND ARBEITETE HELENE HEINEMANN GEB. LEBENBERG JG. 1892 FLUCHT 1939 BELGIEN MIT HILFE ÜBERLEBT                       |      | |
| Lennestraße 68 ·         | 26. Nov. 2015  | HIER WOHNTE GERDA IRMGARD HEINEMANN JG. 1917 FLUCHT BELGIEN INTERNIERT MECHELEN DEPORTIERT 1944 ERMORDET IN AUSCHWITZ           |      | |
| Lennestraße 68 ·         | 26. Nov. 2015  | HIER WOHNTE HANNE LORE HEINEMANN JG. 1924 FLUCHT BELGIEN INTERNIERT MECHELEN DEPORTIERT 1944 AUSCHWITZ BEFREIT                  |      | |
| Lennestraße 45 ·         | 26. Nov. 2015  | HIER WOHNTE UND ARBEITETE LEHMANN MEIER JG. 1880 DEPORTIERT 1942 THERESIENSTADT ERMORDET 6.1.1943                               |      | Lehmann Meier wurde am 11. September 1880 in Littfeld geboren.                                                     |
| Lennestraße 45 ·         | 26. Nov. 2015  | HIER WOHNTE BERTA MEIER GEB. LEBENBERG JG. 1875 DEPORTIERT 1942 THERESIENSTADT ERMORDET 17.1.1943                               |      | Berta Meier wurde am 7. August 1875 in Rüdesheim geboren.                                                          |
| Kirchstraße 29 ·         | 26. Nov. 2015  | HIER WOHNTE LEOPOLD SCHNITZLER JG. 1877 'SCHUTZHAFT' 1938 SACHSENHAUSEN DEPORTIERT 1942 THERESIENSTADT ERMORDET 6.9.1942        |      | Leopold Schnitzler wurde am 23. Oktober 1877 in Altena geboren.                                                    |
| Kirchstraße 29 ·         | 26. Nov. 2015  | HIER WOHNTE JAKOB J.J. SCHNITZLER JG. 1883 'SCHUTZHAFT' 1938 SACHSENHAUSEN DEPORTIERT 1942 ZAMOSC ERMORDET                      |      | Jakob Julius Jacob Schnitzler wurde am 7. August 1883 in Altena geboren.                                           |
| Kirchstraße 29 ·         | 26. Nov. 2015  | HIER WOHNTE ELSE NEUHAUS JG. 1911 DEPORTIERT 1942 ZAMOSC ERMORDET                                                               |      | Else Neuhaus wurde am 15. Februar 1911 in Kirchhundem geboren.                                                     |
| Fritz-Thomée-Straße 16 · | 26. Nov. 2015  | HIER WOHNTE ALFRED WOLFF JG. 1882 EINGEWIESEN HEILANSTALT EICKELBORN 'VERLEGT' 19.8.1941 HADAMAR ERMORDET 19.8.1941 'AKTION T4' |      | Alfred Wolff wurde am 24. September 1882 in Altena geboren und am 19. August 1941 im Rahmen der Aktion T4 getötet. |